# Sursis pour l'orchestre (récit)

Sursis pour l'orchestre est un récit de Fania Fénélon sur son incarcération dans le camp de concentration de Birkenau, sa survie grâce à sa participation à l'orchestre de femmes de Birkenau et la naissance d'une sentiment amoureux entre deux femmes de l'orchestre.

## Contexte

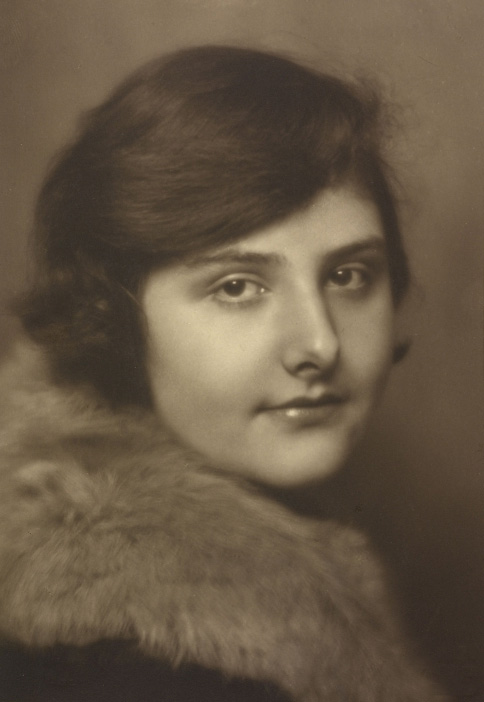
Alma Rosé (1906–1944).

Fania Fénelon passe neuf mois à Drancy et est déportée le 20 janvier 1944 au camp d'extermination d'Auschwitz. Demi juive et lesbienne elle échape à l'éxécution grâce à ses talents de musicienne et de chanteuse en étant intégrée dans un des orchestres du camp. L'orchestre de quarante femmes et créé en avril 1943 est dirigé par Alma Rosé.
Fania Fénélon connait bien les milieux lesbiens et elle décrit à plusieurs reprises parfois de façon crue les relations affectives et sexuelles entre femmes dans le camp, un sujet alors tabou même si elle indique que l'homosexualité féminine ne pouvait être ignorée tant elle était généralisée dans le camp. Son récit écrit en 1976 est mis en scéne dans le film Sursis pour l’orchestre réalisé par Joseph Sargent avec Vanessa Redgrave,.
En 1959 Fania Fénélon fait la connaissance d'Albert Maltz, un journaliste américain qui lui donne l'idée d'écrire l'histoire de l'orchestre des femmes de Birkenau. Cette idée se concrétise plus tard dans les années 1970 avec la coopération de Marcelle Routier, qui avait déjà commis une biographie d'Edith Piaf. Le livre est traduit rapidement après sa sortie en anglais et en Allemand.

## Résumé
Martha et Irène font l'expérience de la naissance d'un sentiment amoureux et d'expériences sexuelles tout en participant à l'orchestre des femmes. Fania, la narratrice compare cette relation en des termes positifs par rapport aux échanges sexuels s'effectuant dans le cadre de relations tarifées et dominées par des kapos corrompues.

## Réception critique

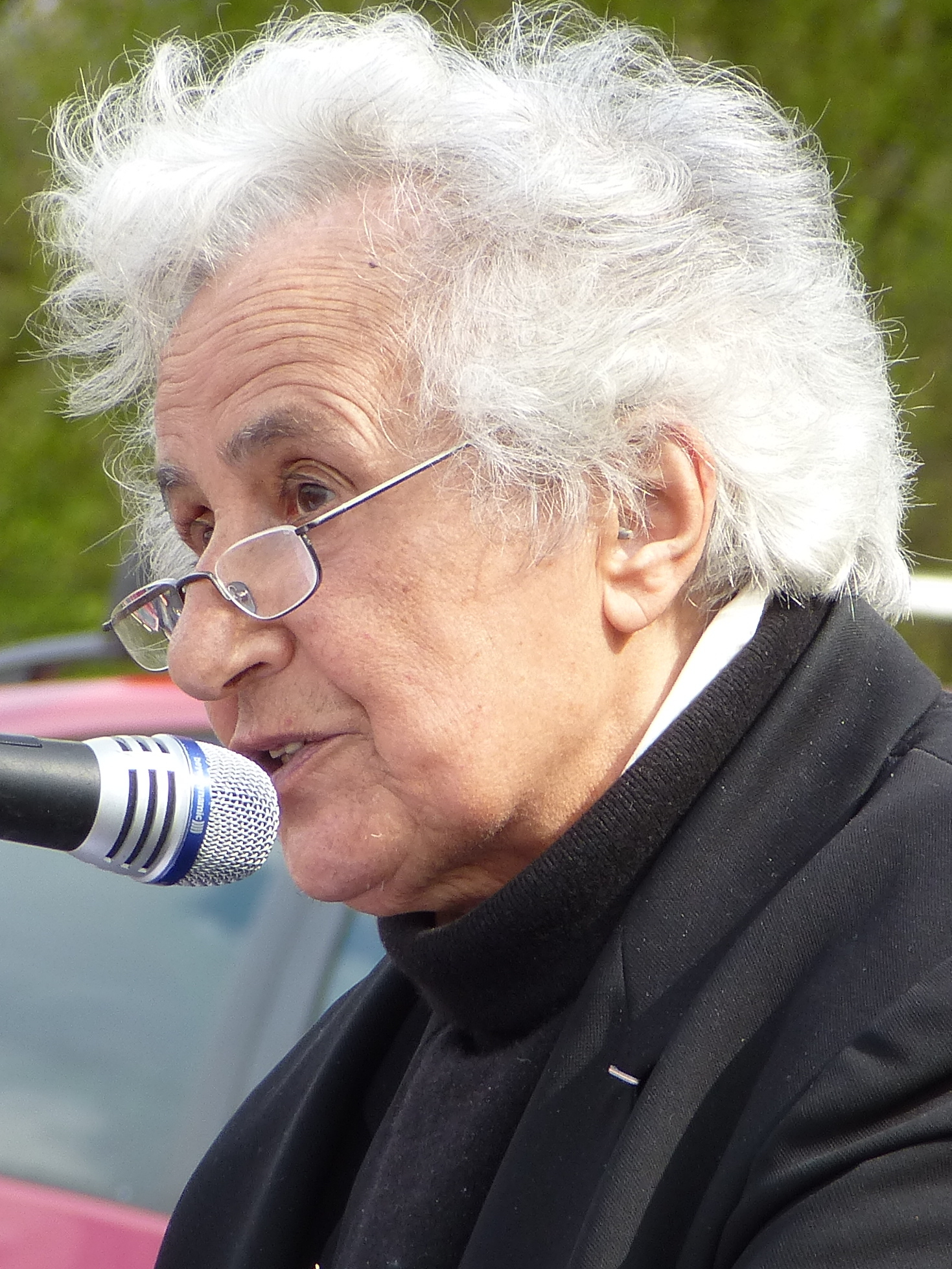
Anita Lasker-Wallfisch.

Le livre s'est vendu à des milliers d'exemplaires, devenant une référence pour ce qui concerne le sujet de la musique dans les camp de concentration. Le mémoire de Fénelon constitue une des documentations les plus détaillées de relations lesbiennes parmis les françaises déportées à Auschwitz, avec toutefois une comparaison stéréotypée problématique entre les lesbiennes et les prostituées et les femmes entretenant des amités fortes entretenues par l'adversité qu'elles rencontraient. Le récit est ambivalent dans sa description des rapports entre femmes.
Le récit a ultérieurement été critiqué, voire réfuté, notamment en raison de sa description d'Alma Rosé et de Claire Monis, et du dénigrement des autres femmes de nationalités différentes, plus particulièrement les polonaises. Anita Lasker-Wallfisch survivante de la Shoah et violoncelliste dans l'orchestre a critiqué l'ouvrage dans son livre publié en 1996 La vérité en héritage, La violoncelliste d’Auschwitz.